# جيفري سانشيز
جيفري سانشيز (بالإنجليزية: Jeffrey Sanchez)‏ هو فارس أمريكي، ولد في 18 أكتوبر 1985 في سان خوان في الولايات المتحدة.